# MAKE-UP (樂團)
MAKE-UP是日本的一支摇滚乐团。因演唱动画“圣斗士星矢”的主题歌“飞马座的幻想”而著名。其大多数作品虽因未发行CD或变成废盘而难以获得，但经在2004年发售的CD BOX SET《MEMORIES OF BLUE》而得以再版。之后参加了HARD ROCK SUMMIT，以及担当演唱了剧场版《圣斗士星矢 天界篇 序奏～overture～》的主题歌，其余活动较稀少，2009年发表消息再次重组。

## 经历
1983年MAKE-UP诞生。“MAKE-UP”这个名字原本是LOUDNESS的高崎晃和樋口宗孝所创立的乐团的名字，后来转让给松泽浩明。
翌年1984年发表了由樋口宗孝监制的出道专辑《HOWLING WILL》。
1987年，MAKE-UP解散。
在2009年1月里，MAKE-UP发表重组宣言，成员是NoB（山田信夫）、河野阳吾、松泽浩明。发表了（飞马座的幻想 ） (2009)/（永远的蓝）(2009)》，同时在东京会场和大阪会场限量发售。
2010年11月18日，圣斗士星矢主题歌“飞马座的幻想”作曲者之一的吉他手松泽浩明因突发心肌梗塞逝世。享年51岁。
2025年8月9日，主音NoB（山田信夫）因腎癌逝世。享年61歲。

## 成员
- 主音 : 山田信夫 (NoB)
- 吉他手 : 松泽浩明
- 键盘手 : 河野阳吾
- 贝斯手 : 池田育义
- 鼓手 : 丰川义弘

## 发行作品

### 单曲
- FOX ON THE RUN／SEKIGAHARA（1984年10月21日）
- FIND OUT：Remixed Long Version（1985年6月21日）
- GET THE HERO／GO FOR TOMORROW（1986年9月21日）
- ”／（1986年10月21日）
- ／（2009年1月7日）
- ／Get the future（2012年7月11日）※以『MAKE-UP feat.中川翔子』的名義。

### 专辑
- HOWLING WILL（1984年4月1日）
- STRAIGHT LINER（1984年10月21日）
- BORN TO BE HARD（1985年5月21日）
- ROCK LEGEND OF BOYS AND GIRLS（1985年12月21日）
- （1986年12月21日）
- GLORY DAYS〜MAKE-UP BEST COLLECTION（1989年8月1日）
- ROCK JOINT BAZZAR（1993年3月21日）
- （1996年3月20日）
- MAKE-UP 20TH ANNIVERSARY MEMORIES OF BLUE（2004年12月1日）
- The Voice From Yesterday（2009年12月16日）